# Noorduyn Norseman
Noorduyn Norseman là một loại máy bay bụi rậm một động cơ của Canada, được thiết kế để hoạt động tại các địa hình không bằng phẳng.

## Quốc gia sử dụng

### Dân sự
Argentina
- Aviación del Litoral Fluvial Argentino

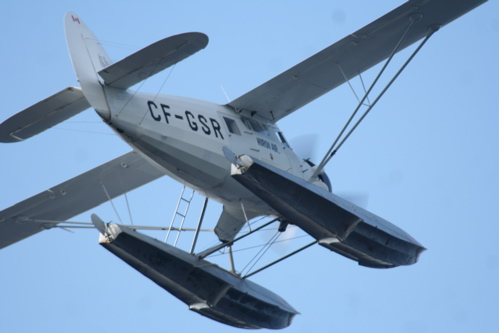
Huron Air Noorduyn Norseman CF-GSR tại Red Lake, Ontario, 2007

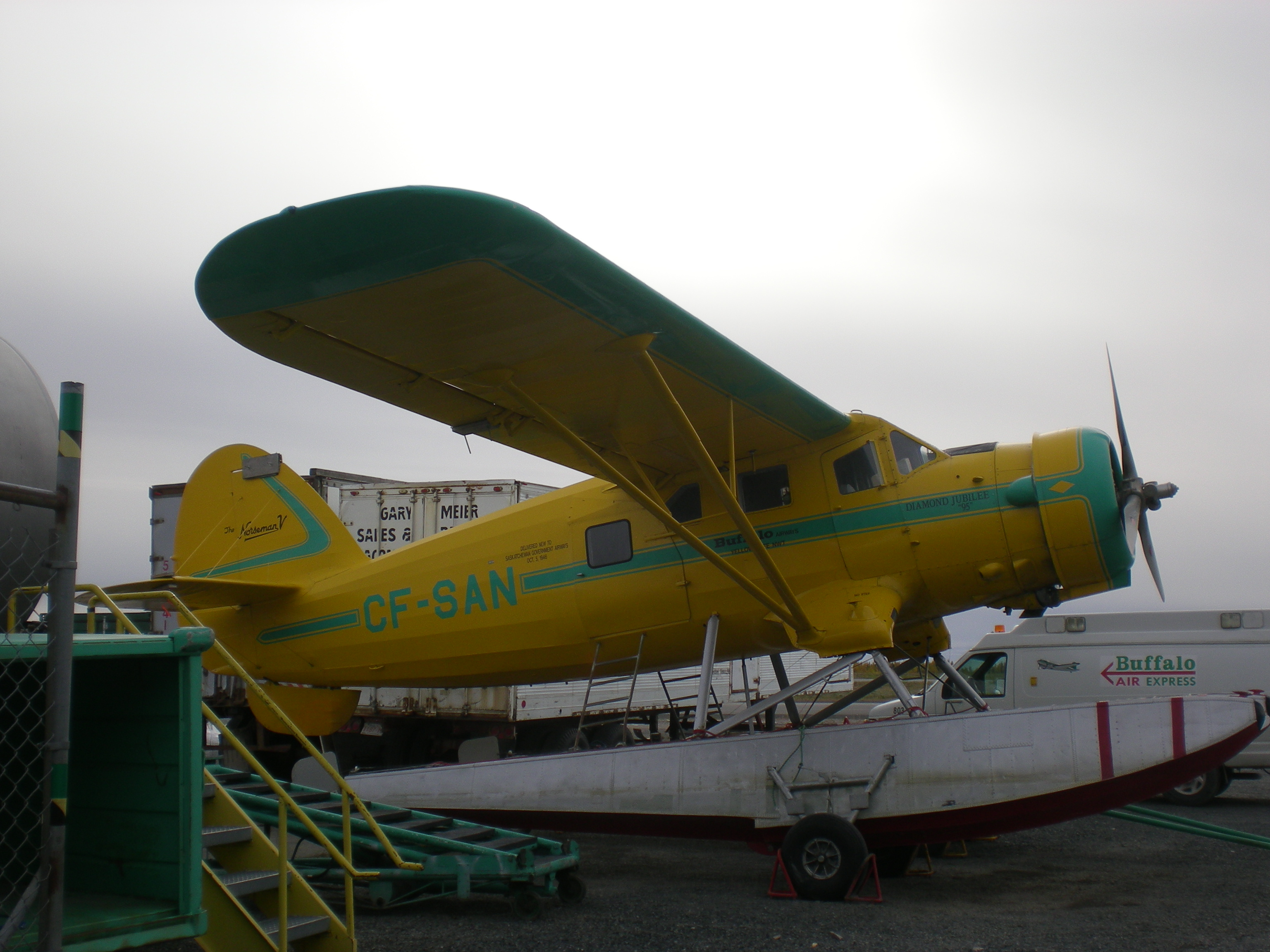
Buffalo Airways Norseman tại Yellowknife, NWT

 Canada
- Austin Airways

- Bearskin Airlines
- Buffalo Airways
- Canadian Airways & Western Canada Airways
- Canadian Pacific Airlines
- Central Northern Airways
- Imperial Oil
- Ontario Provincial Air Service
- Royal Canadian Mounted Police
- Saskatchewan Air Ambulance
- Saskatchewan Government Airways
- Starratt Airways

 Na Uy
- Fjellfly
- Norving
- Widerøes Flyveselskap

### Quân sự
Úc
- Không quân Hoàng gia Australia

 Canada
- Không quân Hoàng gia Canada

 Costa Rica
- Cục giám sát hàng không

 Cuba
- Không quân Cuba

 Tiệp Khắc
- Không quân Tiệp Khắc

 Honduras
- Không quân Honduras

 Israel
- Không quân Israel

 Hà Lan

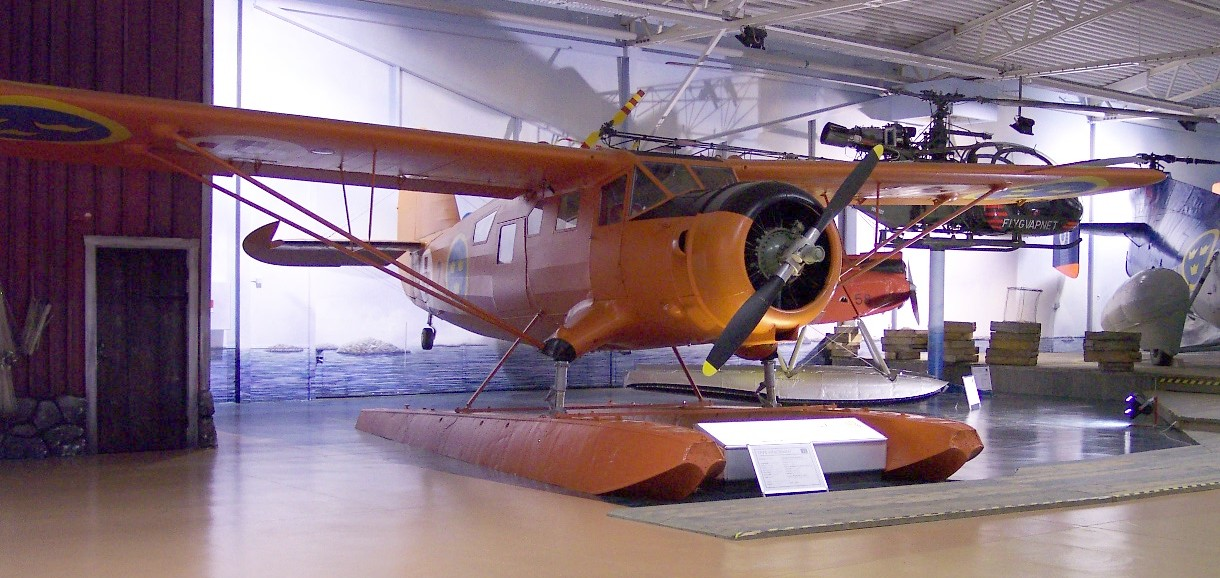
Noorduyn Tp 78 tại Flygvapenmuseum (bảo tàng của Không quân Thụy Điển)

- Không quân Lục quân Đông Ấn Hoàng gia Hà Lan

 Na Uy
- Không quân Hoàng gia Na Uy

 Paraguay
- Không quân Paraguay

 Thụy Điển
- Không quân Thụy Điển

 Anh Quốc
- Không quân Hoàng gia

 Hoa Kỳ
- Không quân Lục quân Hoa Kỳ
- Không quân Hoa Kỳ
- Hải quân Hoa Kỳ

## Tính năng kỹ chiến thuật (Norseman Mark V)
Đặc tính tổng quát
- Kíp lái: 1
- Sức chứa: 10
- Chiều dài: 32 ft 4 in (9,86 m)
- Sải cánh: 51 ft 6 in (15,70 m)
- Chiều cao: 10 ft 1 in (3,07 m)
- Diện tích cánh: 325 foot vuông (30,2 m2)
- Kết cấu dạng cánh: NACA 2412
- Trọng lượng rỗng: 4,240 lb (2 kg)
- Trọng lượng cất cánh tối đa: 7,400 lb (3 kg) 7,540 với phao
- Sức chứa nhiên liệu: 242
- Động cơ: 1 × Pratt & Whitney R-1340-AN1 , 600 hp (450 kW)
- Cánh quạt: 3-lá Hamilton Standard, 9 ft 0,75 in (2,7623 m) đường kính

Hiệu suất bay
- Vận tốc hành trình: 150 mph; 241 km/h (130 kn)
- Vận tốc tắt ngưỡng: 68 mph; 109 km/h (59 kn)
- Tầm bay: 932 mi; 1.500 km (810 nmi)
- Trần bay: 17,000 ft (5 m)
- Vận tốc lên cao: 591 ft/min (3,00 m/s)
- Tải trên cánh: 22,8 lb/foot vuông (111 kg/m2)